# 膝柄木
膝柄木（学名：Bhesa robusta）为卫矛科膝柄木属的植物。分布在越南、印度、马来西亚以及中国大陆的广西等地，生长于海拔50米至500米的地区，见于海岸的坡地杂木林中，目前尚未由人工引种栽培。

## 别名
库林木（中山大学学报）

## 异名
- Bhesa sinica (H. T. Chang et S. Y. Liang) H. T. Chang et S. Y. Liang
- Kurrimia sinica H. T. Chang et S. Y. Liang